# Прибутковий будинок Буркевича
Прибутковий будинок Буркевича (Прибутковий будинок інженера Іванова і кінотеатр «Міньйон») — двоповерхова будівля в історичному районі Залопань у Харкові. Знаходиться на вулиці Полтавський шлях, 1. Будівля збудована у 1888 році за проєктом Андреа-Моріца Томсона.
З 2006 року будівля закинута, а перекриття частково зруйновані. Вона є пам'яткою архітектури та містобудування місцевого значення № 7292-Ха.

## Історія будинку
Дворове місце, що займає весь квартал, у ХІХ столітті належало губернському секретареві Василю Григоровичу Масловичу та його спадкоємцям. У 1877 році власник продає його надвірному радникові Карлу Ернестовичу Буркевичу. Він планував збудувати тут великий триповерховий будинок на весь квартал за проєктом архітектора Шіле 1879 року. У 1887—1888 роках він будує за спрощеним проєктом архітектора Андреа-Моріца Томсона двоповерхову будівлю, можливо навпаки, оскільки кошти були оплачені Шіле. На першому поверсі розміщувалися крамниці та книжковий магазин «Новий час» Олексія Суворіна (відкритий 28 листопада 1885 року). Через брак коштів Буркевич продав будинок.
На початку XX століття будинок викупив гірничий інженер П. І. Іванов. Він здавав будинок під крамниці та контори, на 2-му поверсі знаходилася гумотехнічна фірма «Провідник». З 1910 по 1917 роки будинком володів шведський консул і купець Адольф Альбертович Мюнх, можливо також «панами Кримовим та Мюнх», щоб «спорудити тут величезний пасаж з магазинами внизу та різними приміщеннями у верхніх поверхах». Мюнх добудував до будинку з боку вулиці Конторської зал для кінотеатру. У будівлі запрацював кінотеатр «Міньйон», який за радянських часів було перейменовано на кінотеатр імені К. Маркса, а на другому поверсі до 2006 року знаходився заочний машинобудівний технікум.

## Опис
Двоповерхова будівля з мансардою збудована у стилі необароко. Найвиразнішим елементом будівлі є башта з куполом. Фасад прикрашено пілястрами, барельєфами, великою кількістю кронштейнів, головами людей і тварин, лучковими сандриками й щитами. Не збереглися балкони та великі дерев'яні вітрини, які розташовувалися з боку вулиці Полтавський шлях.

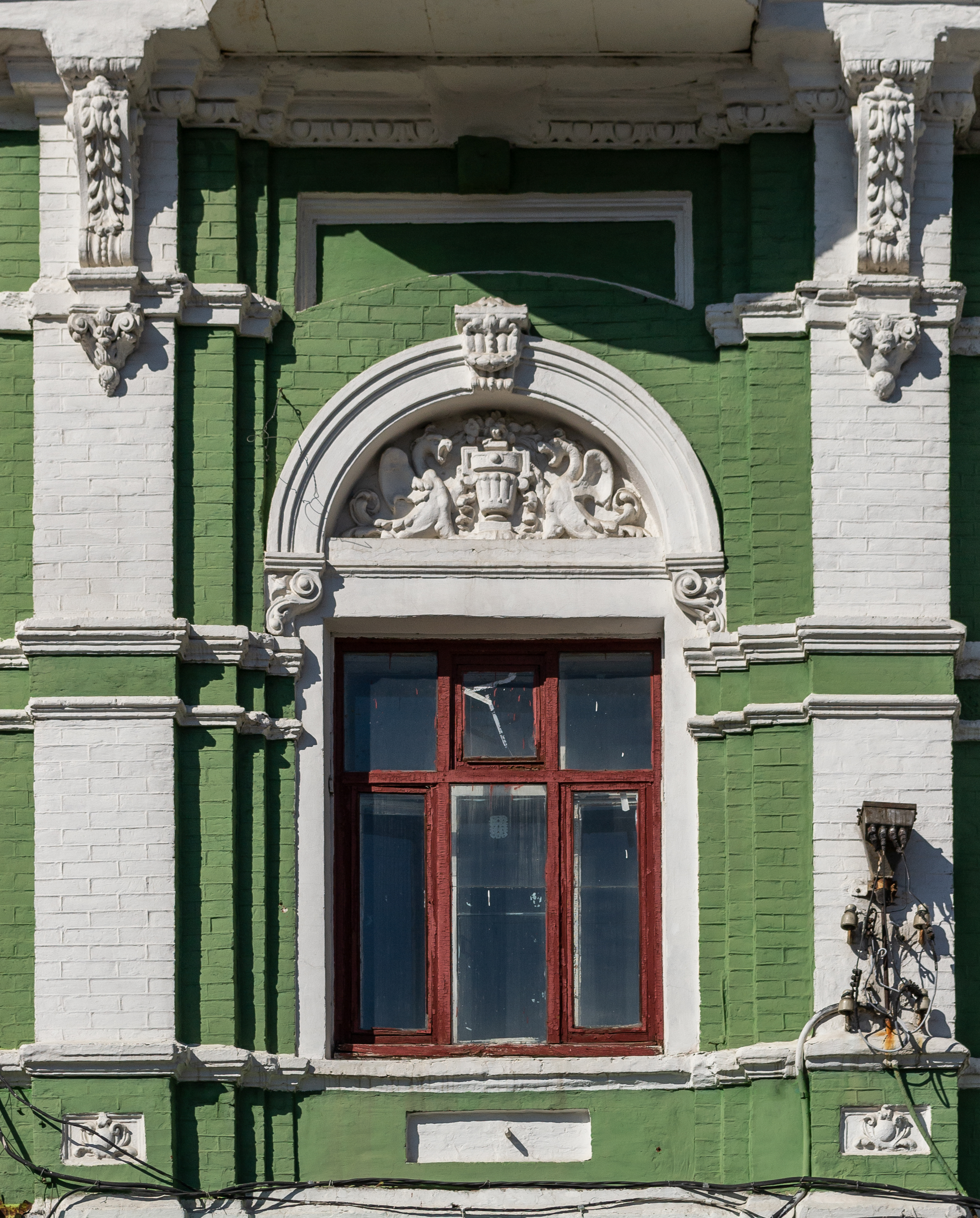
Вікно
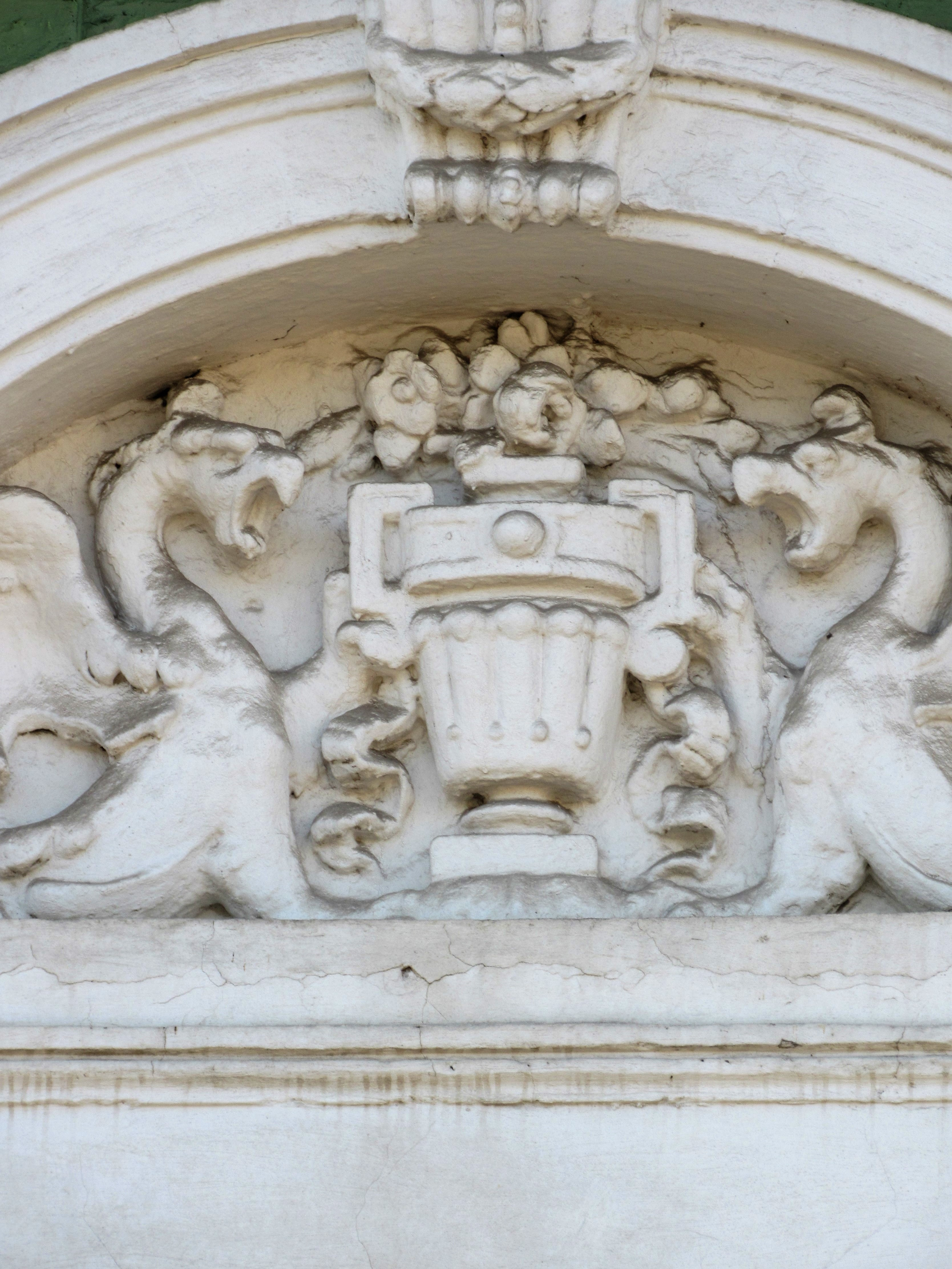
Деталі фасаду
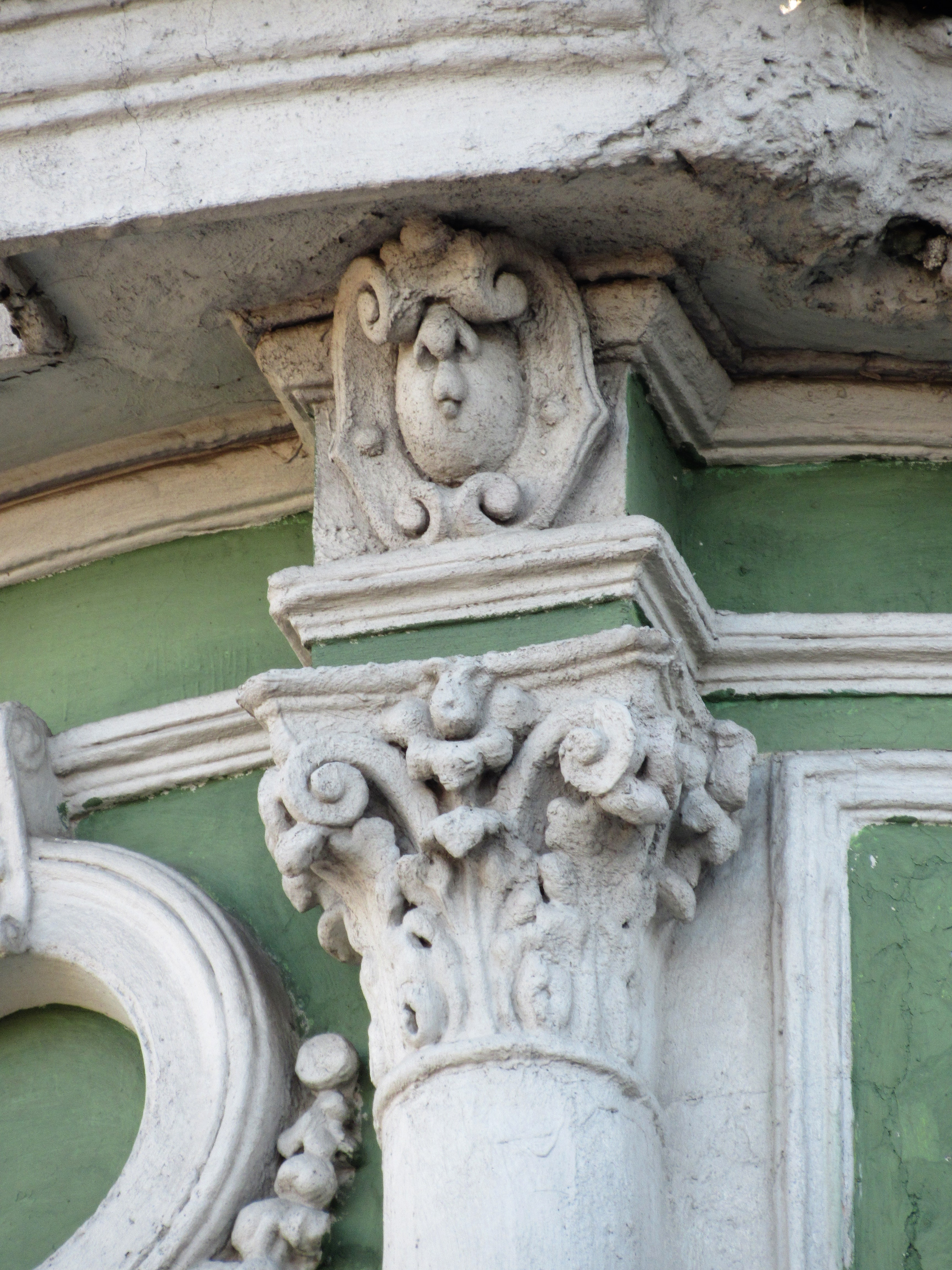
Пілястра
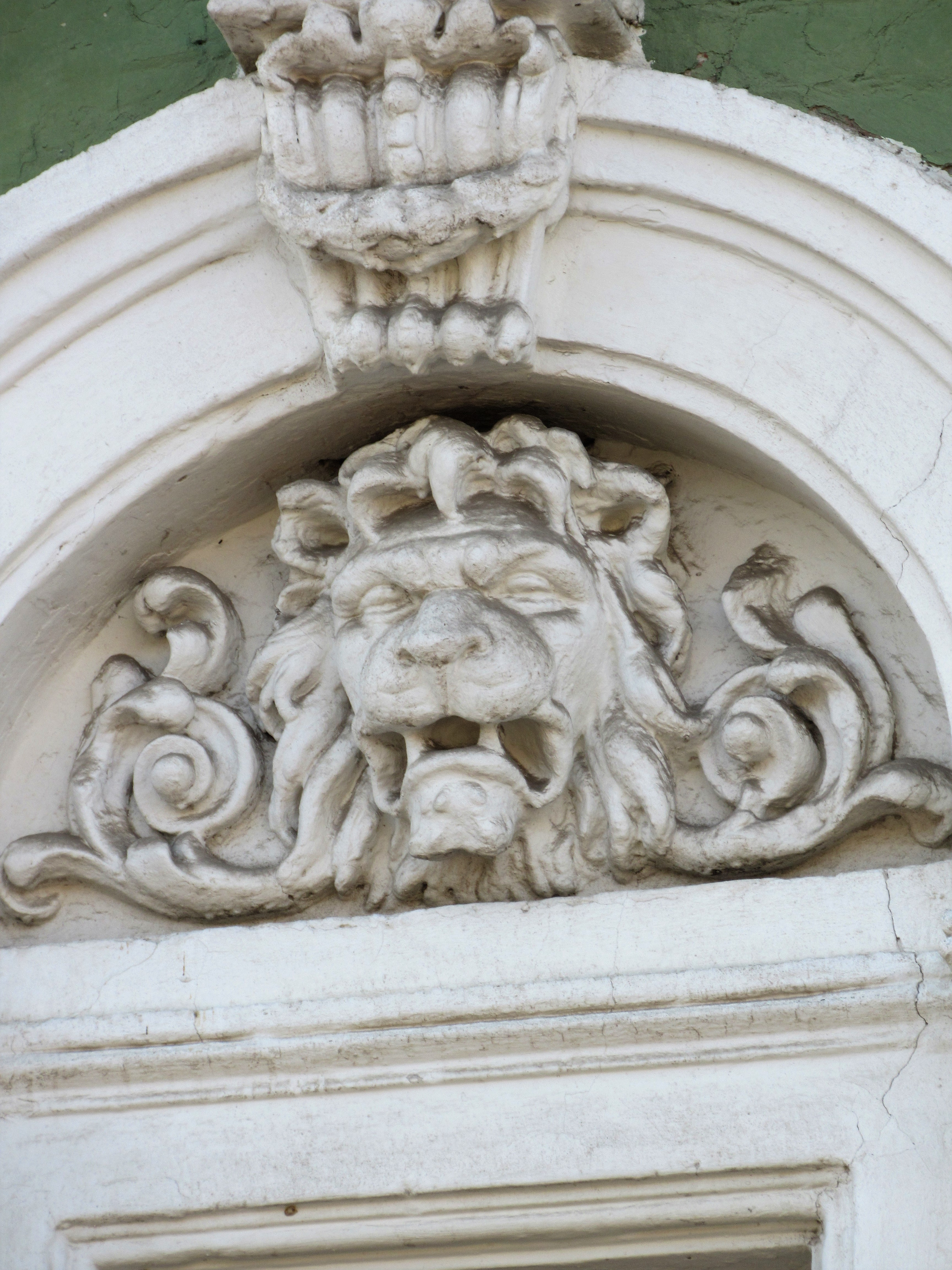
Сандрик
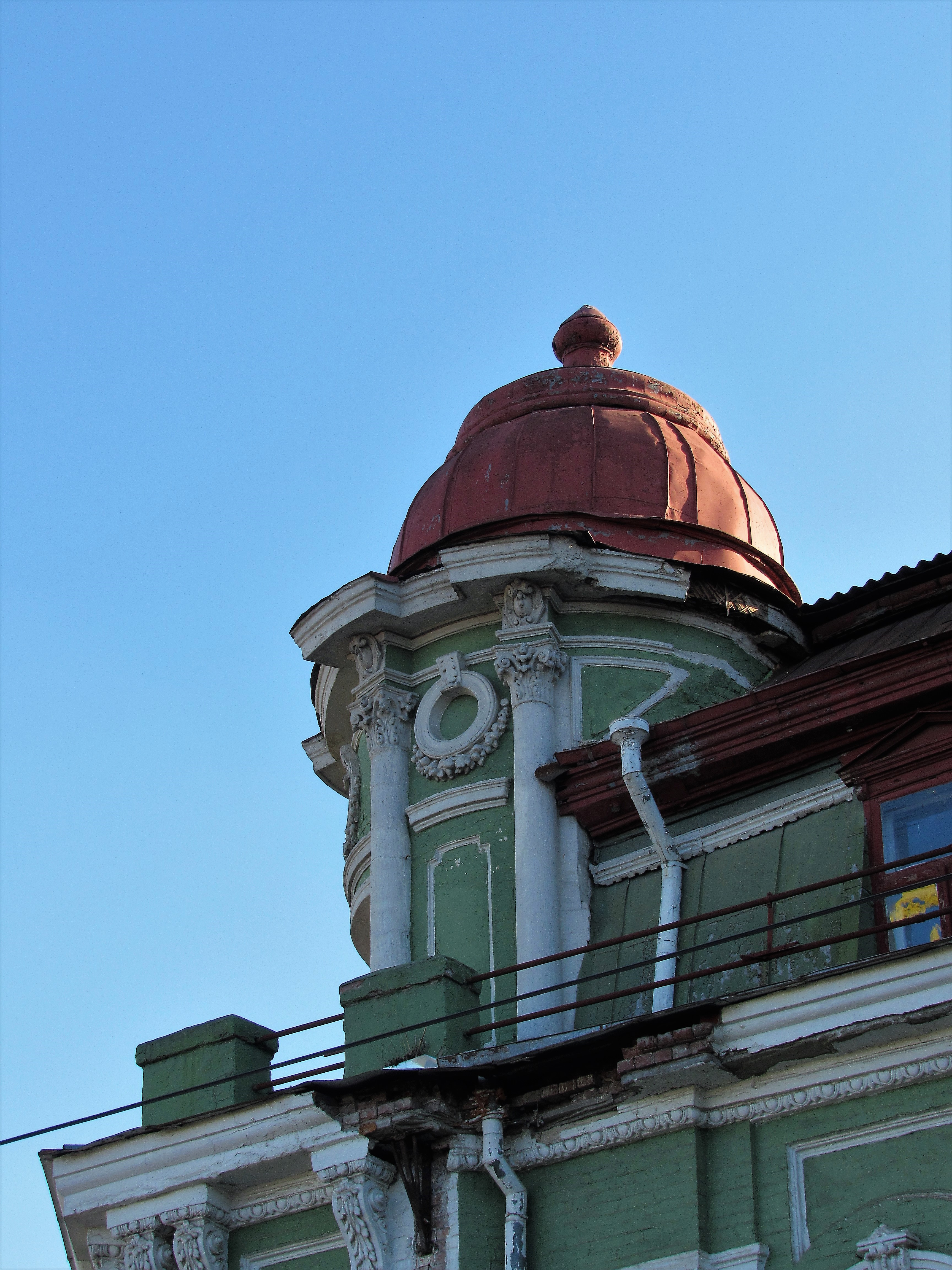
Башта з куполом
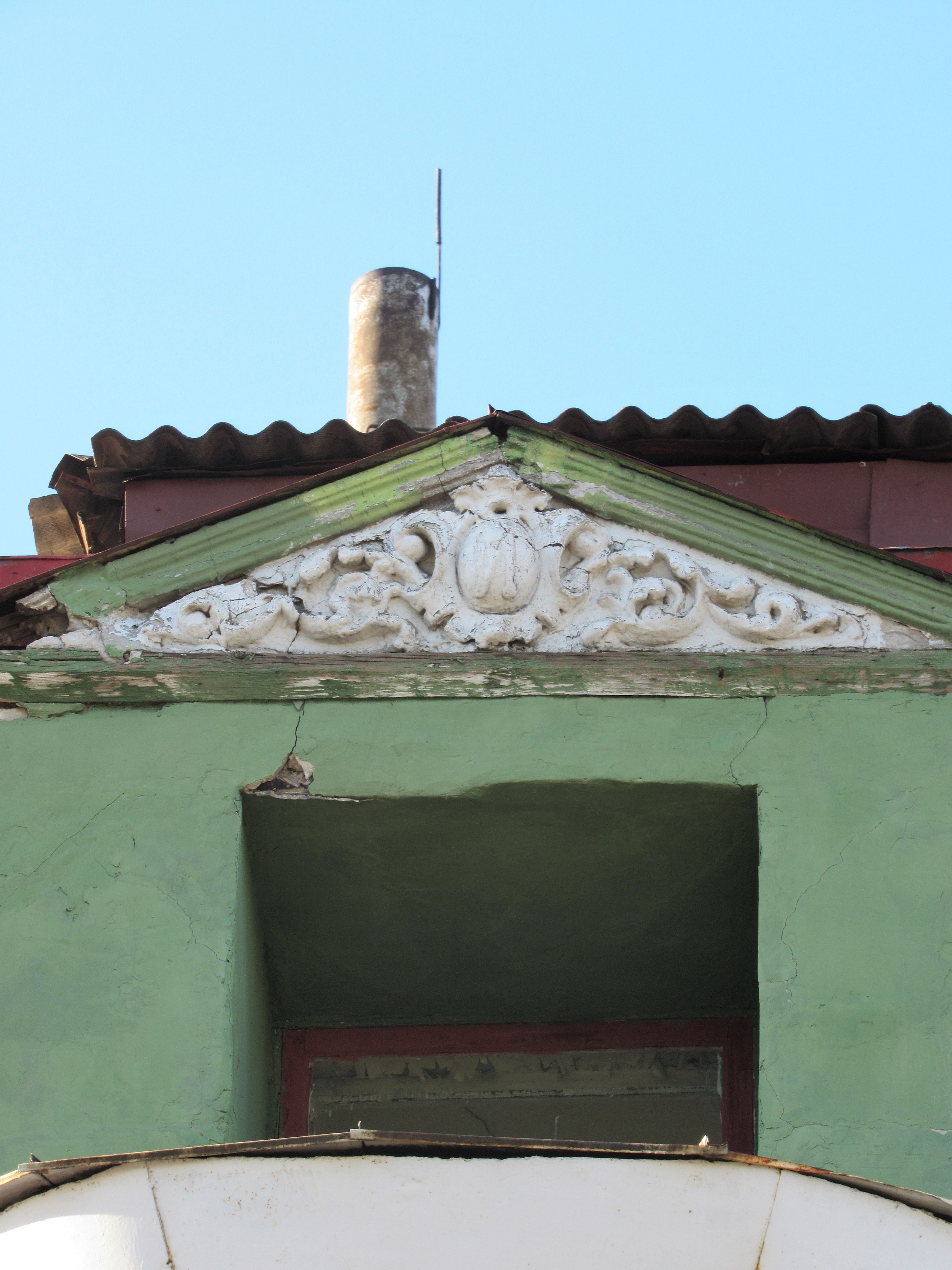
Щит з буквою «Л»

Всередині збереглися широкі сходи, велика кількість ліпнини, щитів, пілястр, кронштейнів і плитка. У дворі є флігель-прибудова, можливо із 1900-х років.

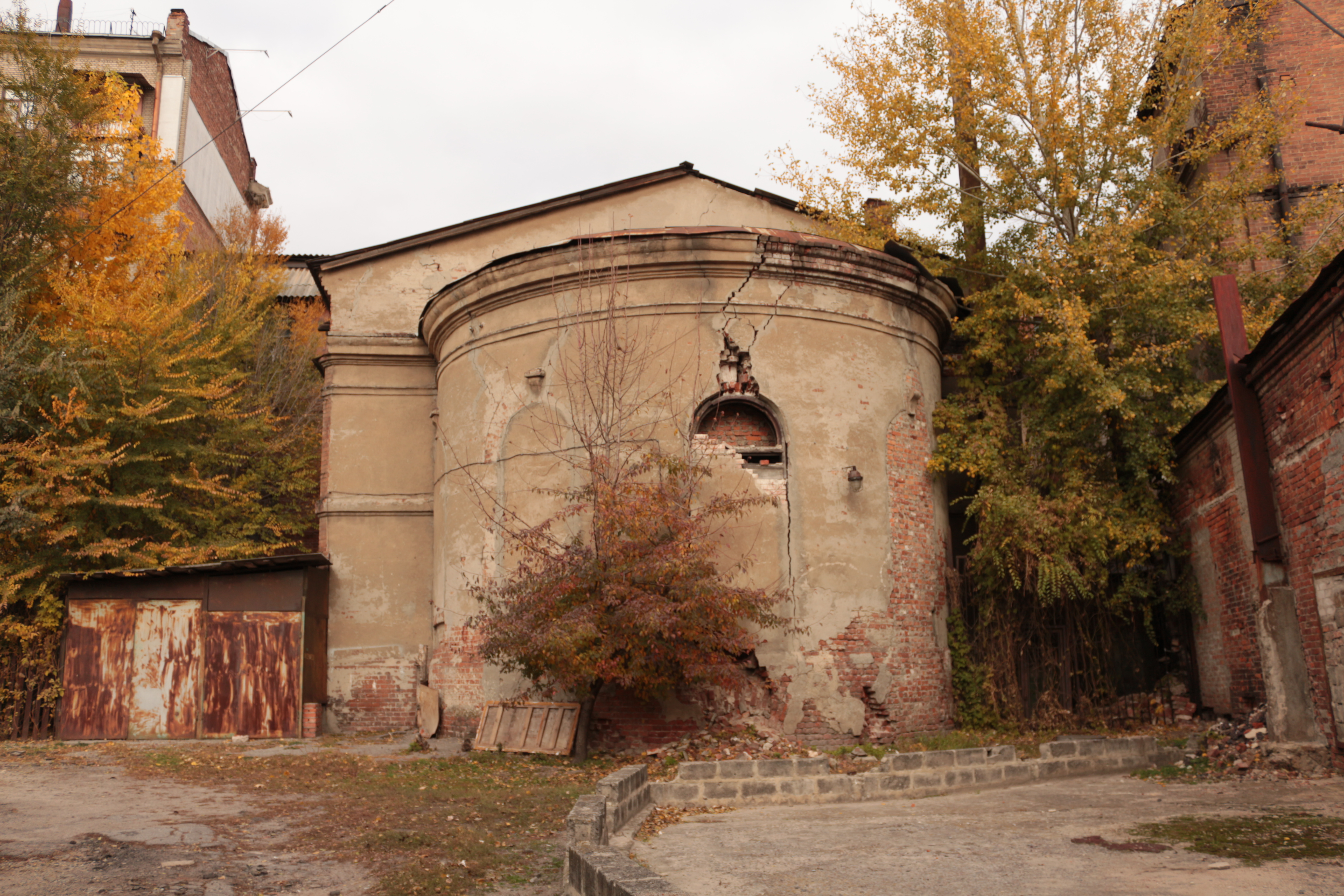
Флігель-прибудова у дворі (жовтень 2021)
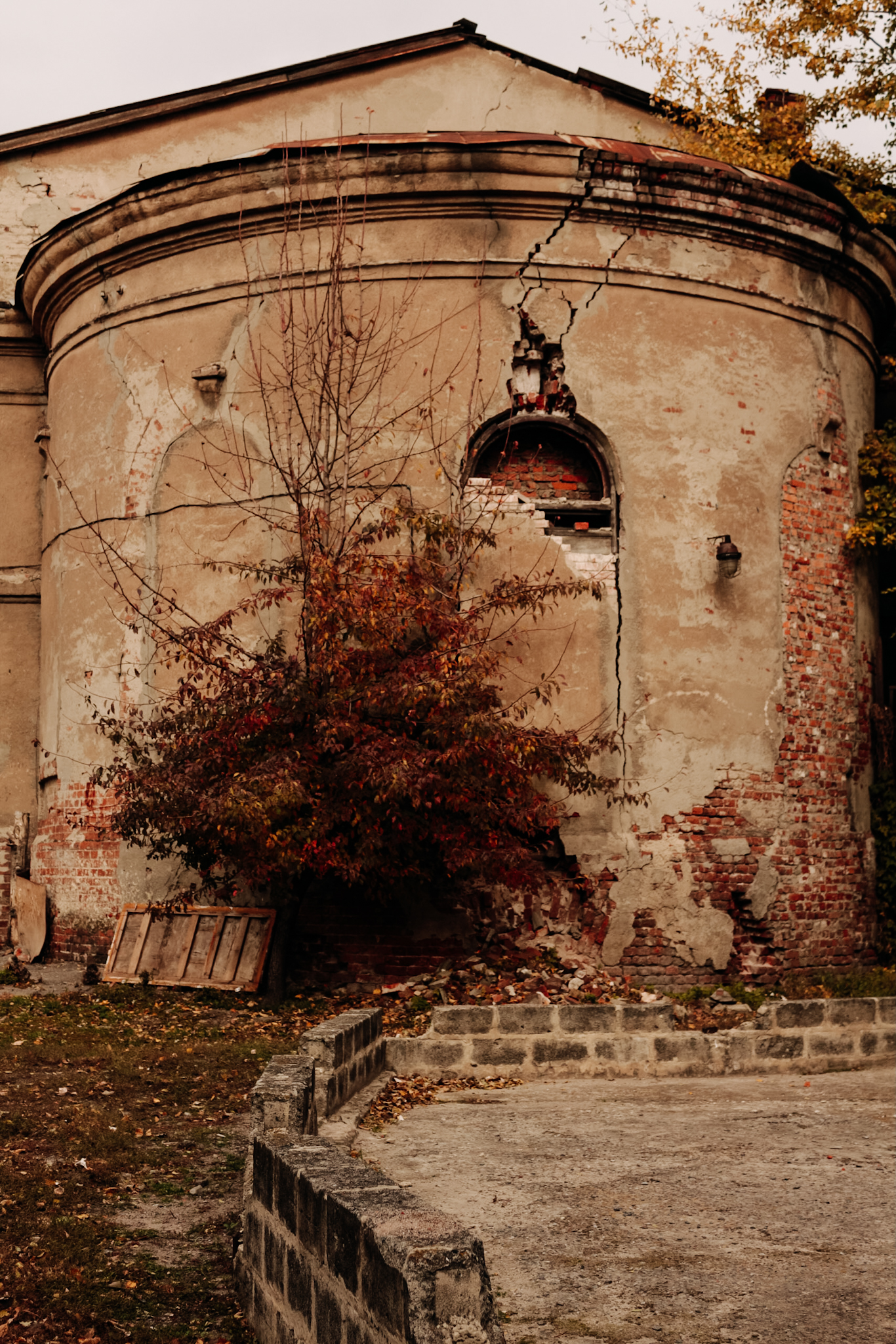
Флігель-прибудова у дворі (жовтень 2021)
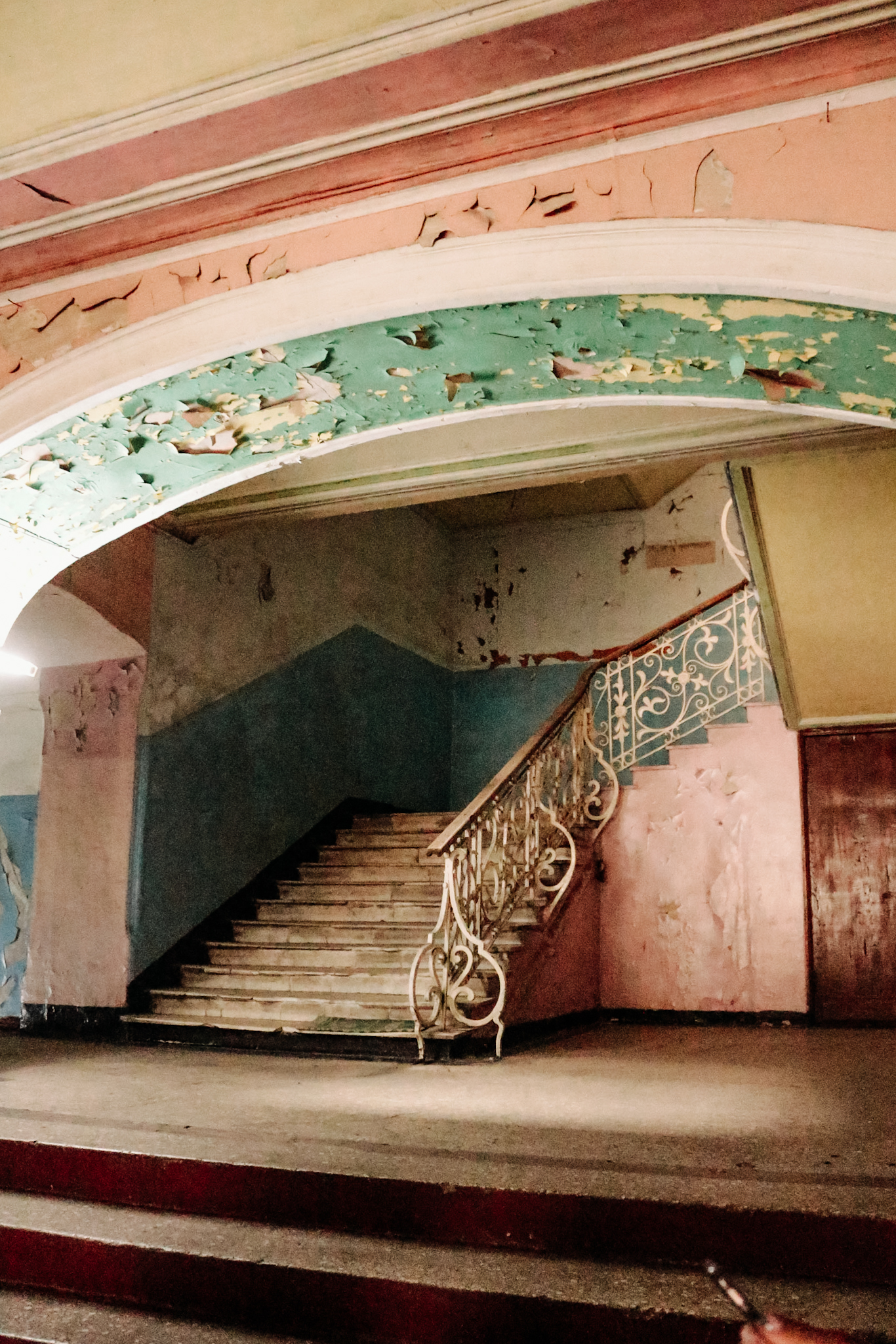
Інтер'єр (жовтень 2021)
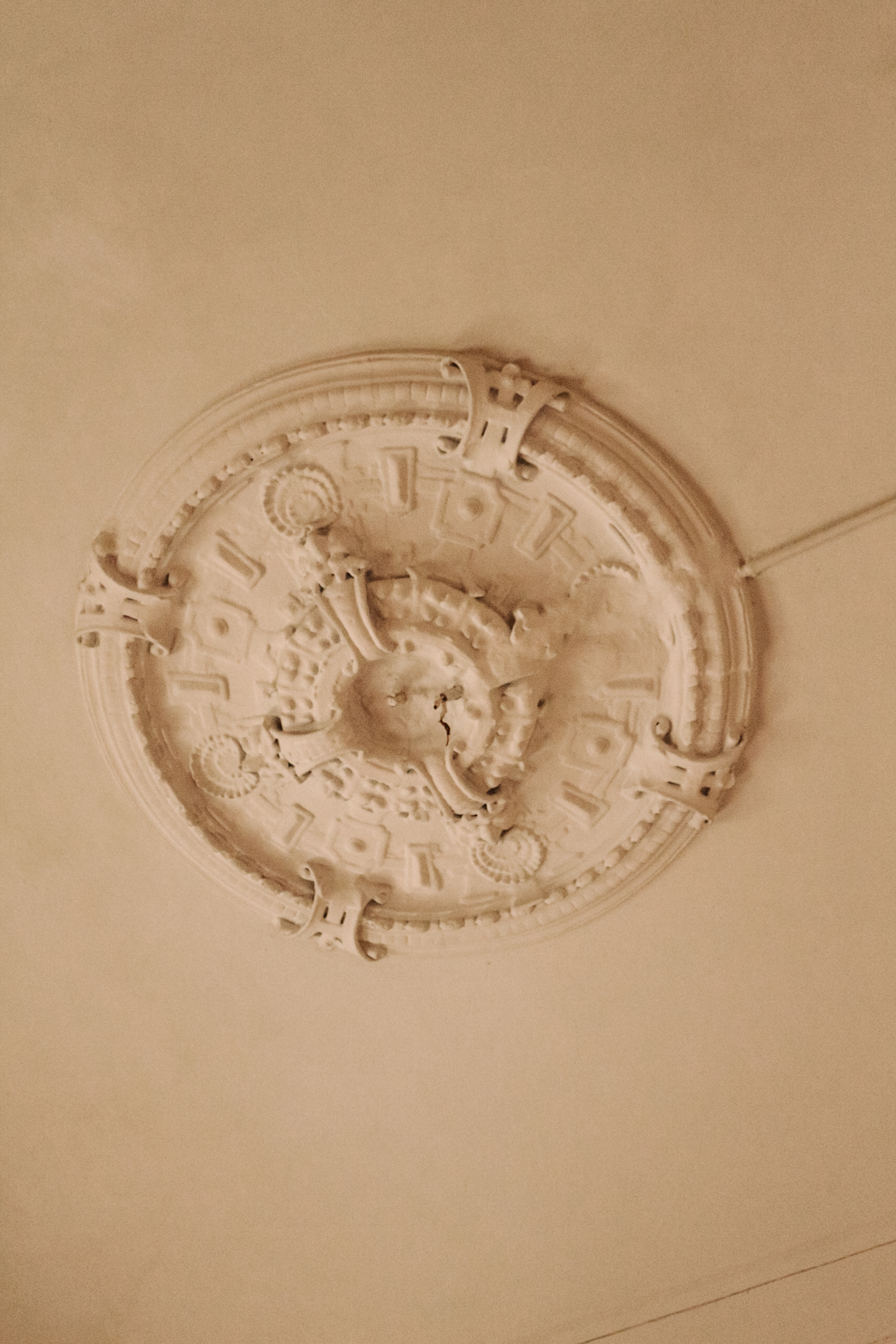
Ліпнина (жовтень 2021)
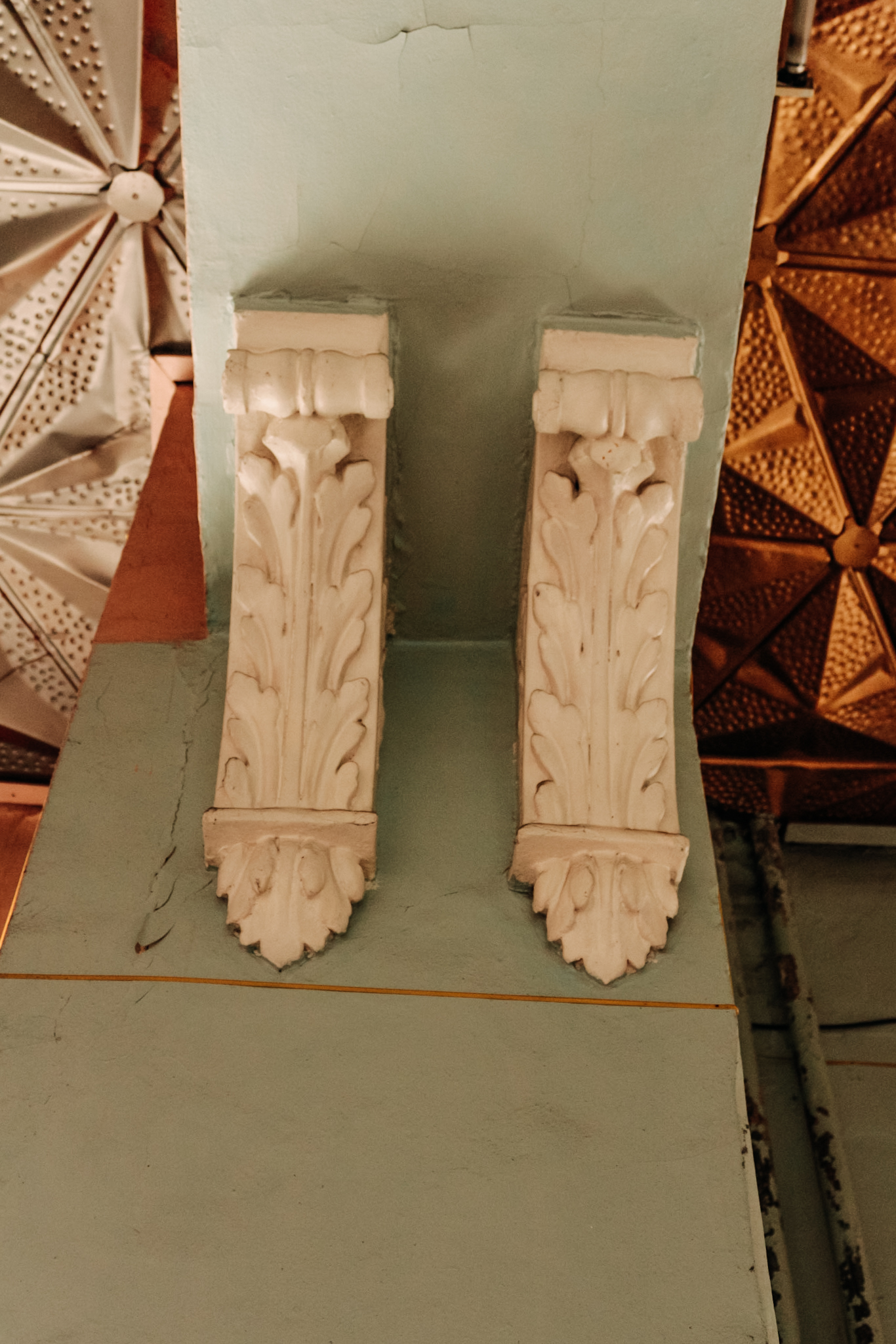
Внутрішні елементи (жовтень 2021)
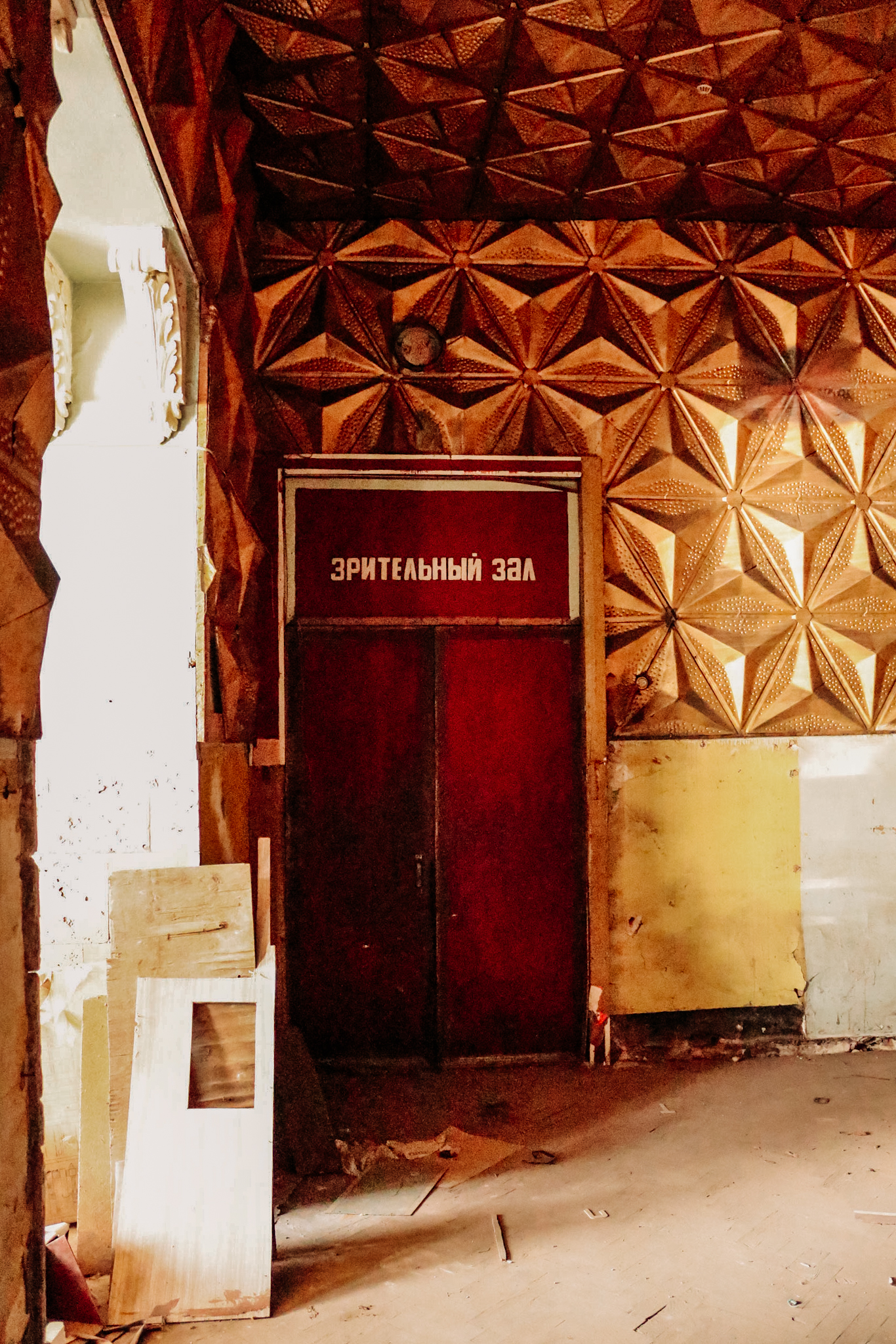
Фоє кінотеатру «Міньйон»

## Руйнація
З 1957 року не було капітального ремонту будівлі за даними Новобаварської окружної прокуратури м. Харкова, хоча за даними Харківської міської ради Університет проводив поточний ремонт 2012 року. Балансоутримувачем є Харківський національний економічний університет, з яким було укладено охоронний договір із 2006 по 2011 роки. У 2006 році навчальний заклад з'їхав з будинку. З того часу будівля закинута, вона повільно руйнується разом із внутрішнім оздобленням. Наприкінці 2022 року рухнула частина перекриттів будинку.
2023 року Харківський окружний адміністративний суд відкрив провадження у справі проти ХНЕУ.
Стан пам'ятки погіршився через відсутність протиаварійних заходів. У листопаді 2023 року навколо будинку поклали новий асфальт для запобігання потрапляння води у підвал. У грудні встановлено огородження.

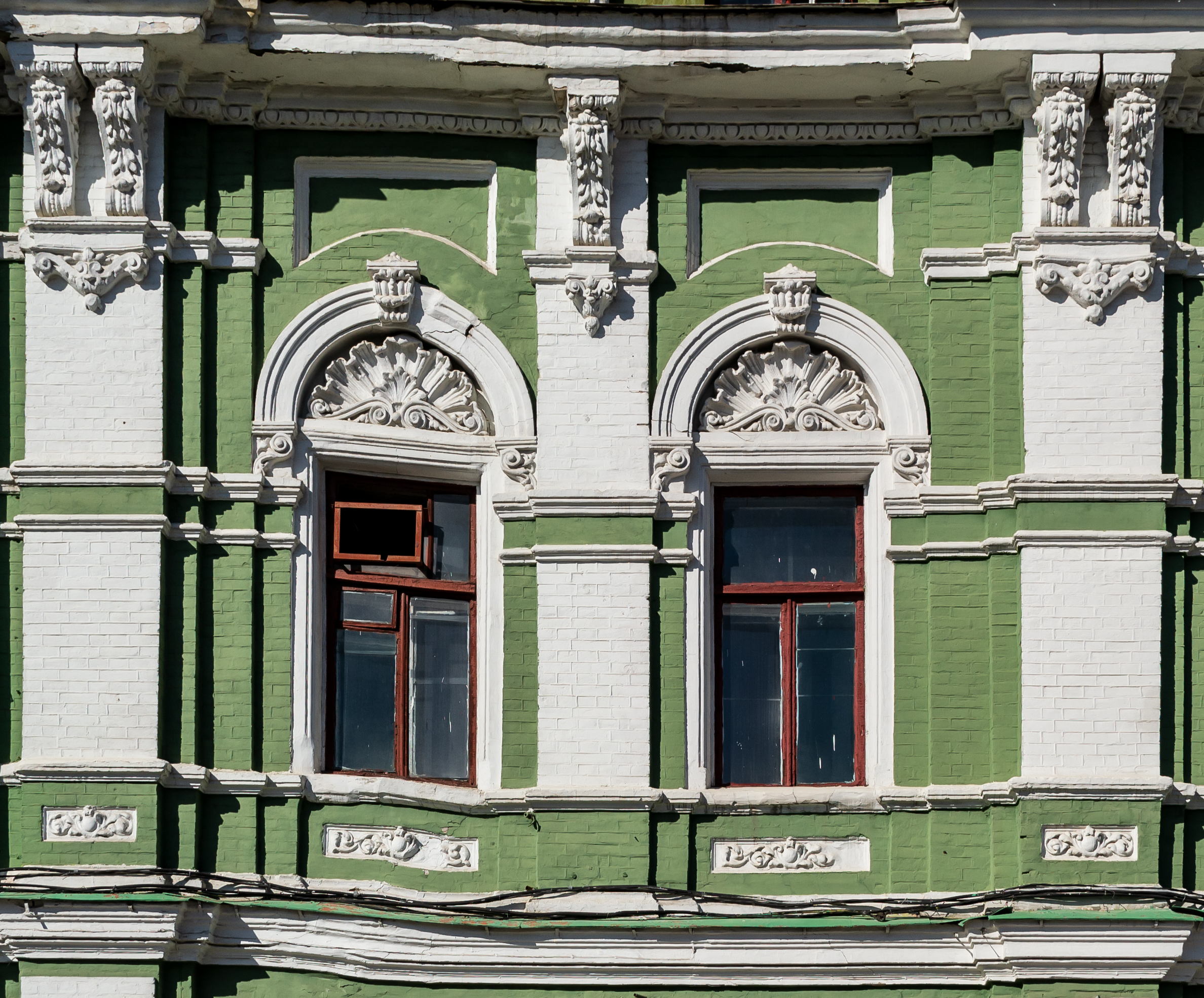
Руйнації фасаду (вересень 2017)
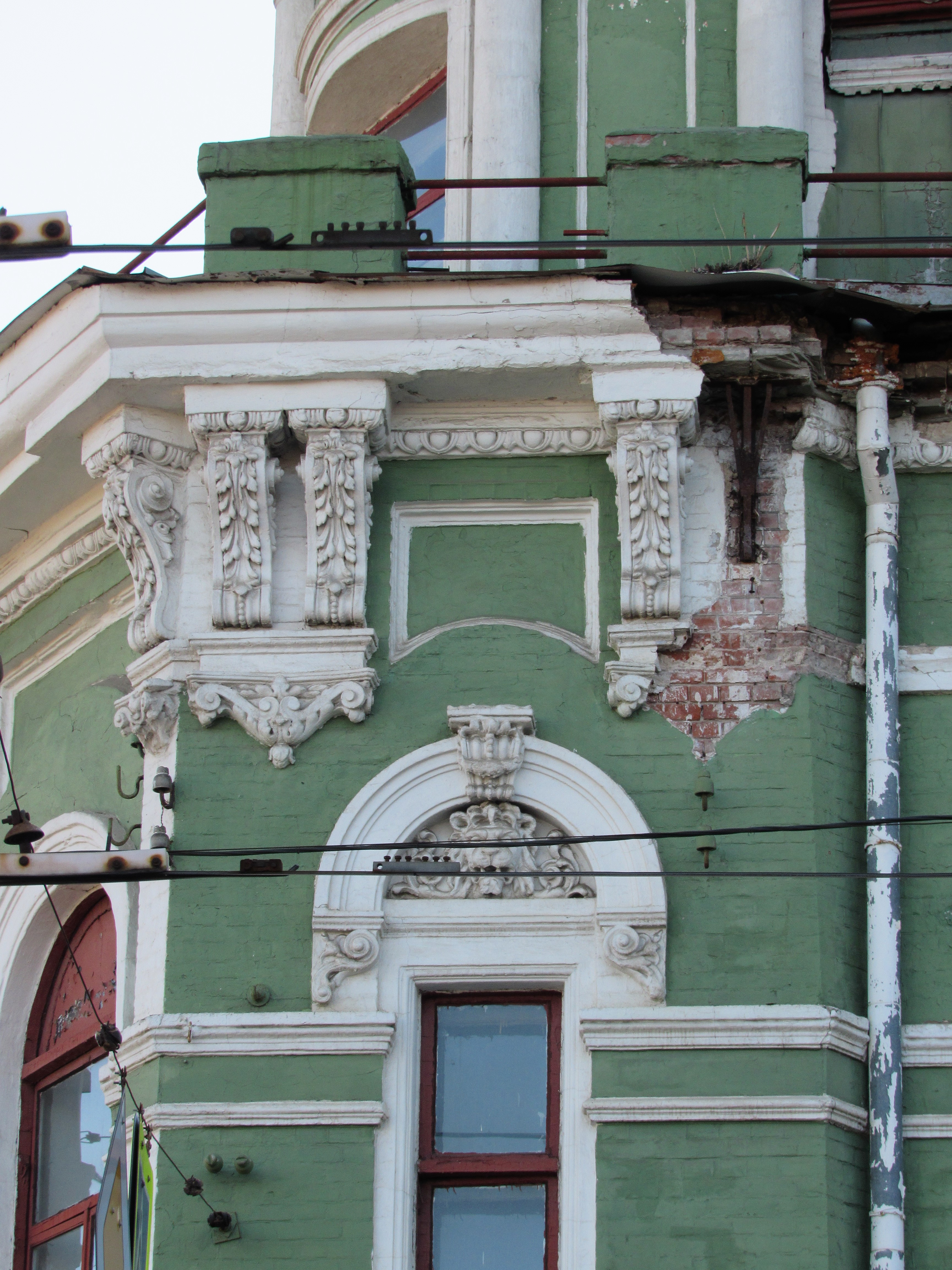
Руйнації фасаду (листопад 2021)
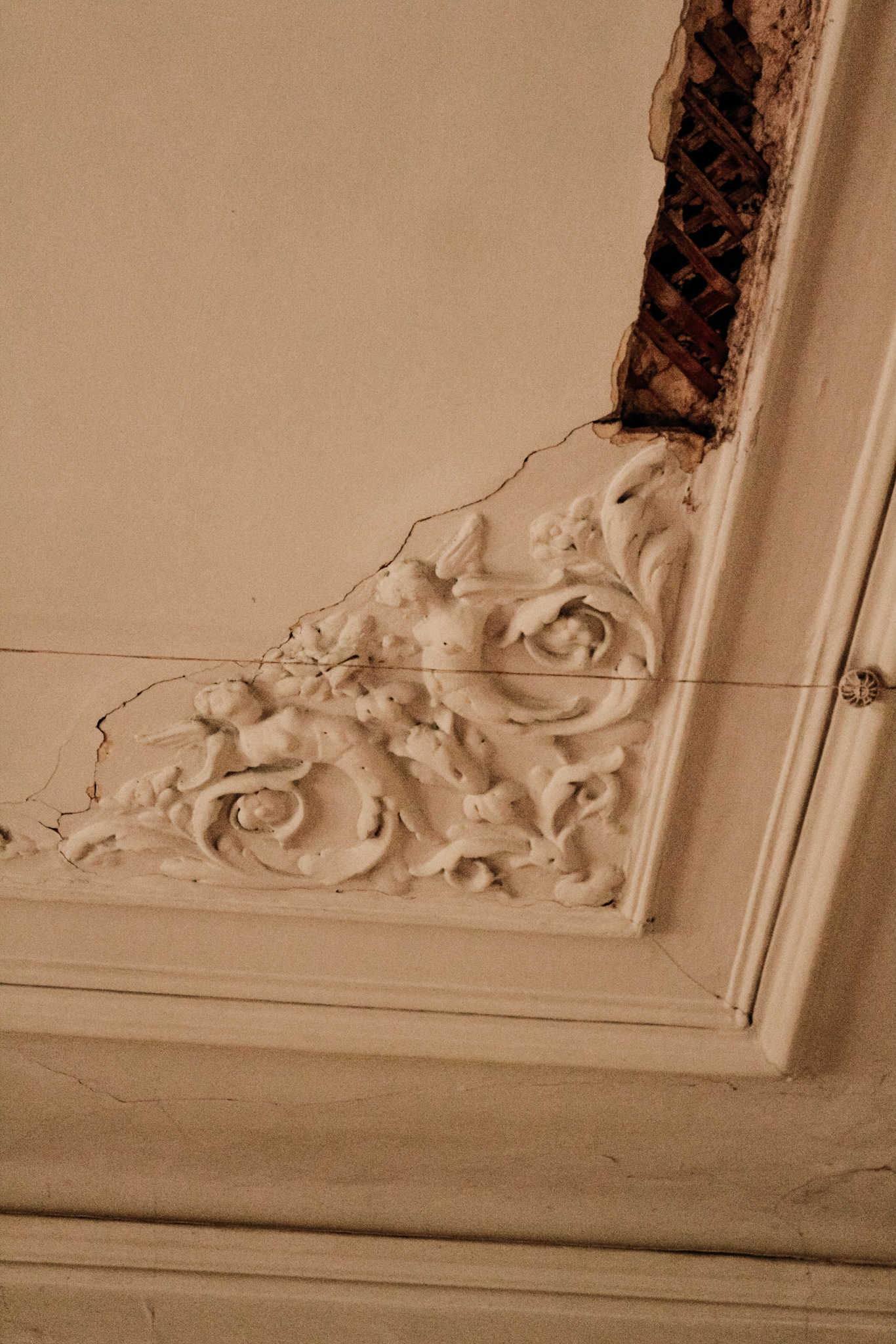
Руйнації всередині (жовтень 2021)
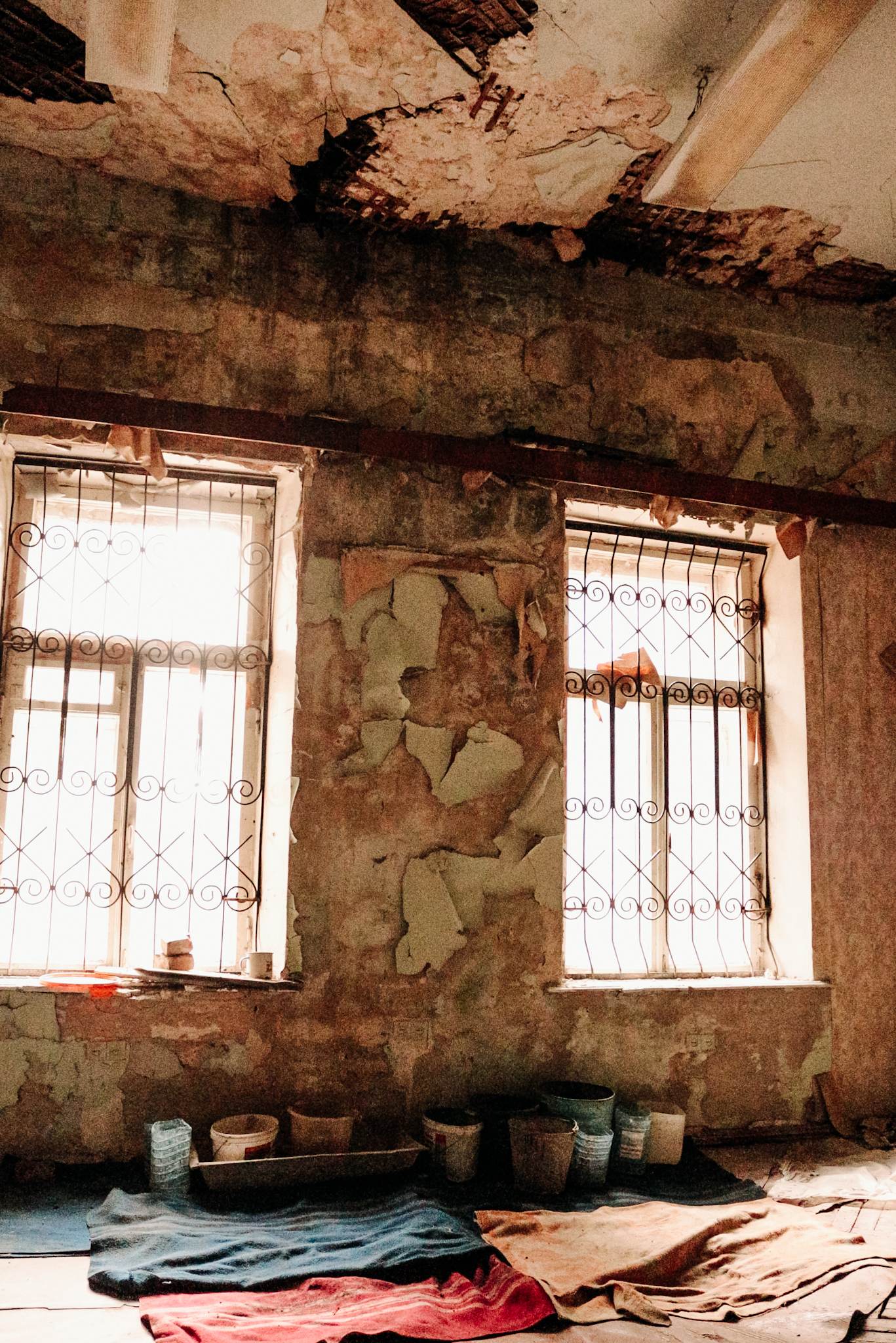
Руйнації всередині (жовтень 2021)
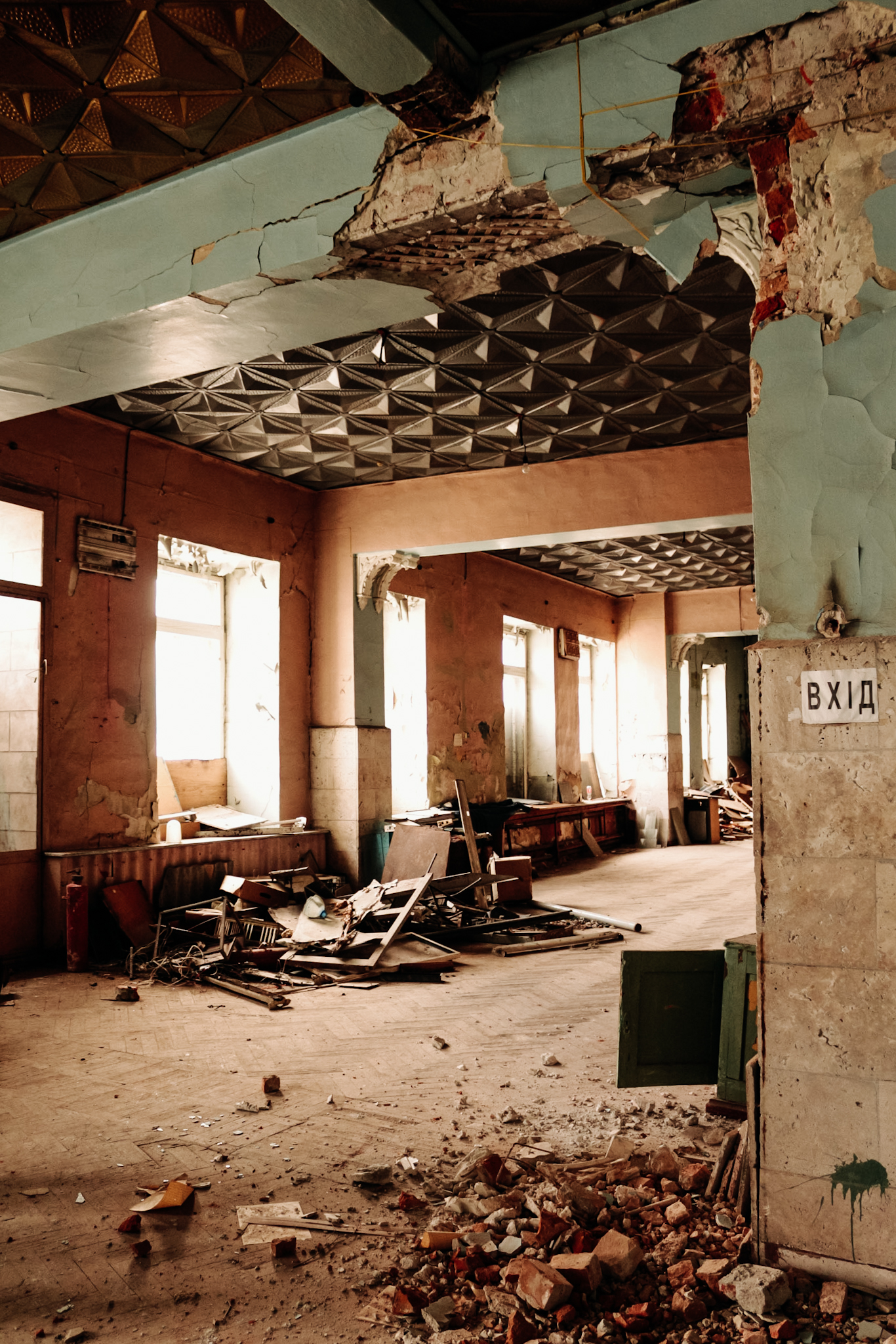
Руйнації всередині (жовтень 2021)

## Галерея

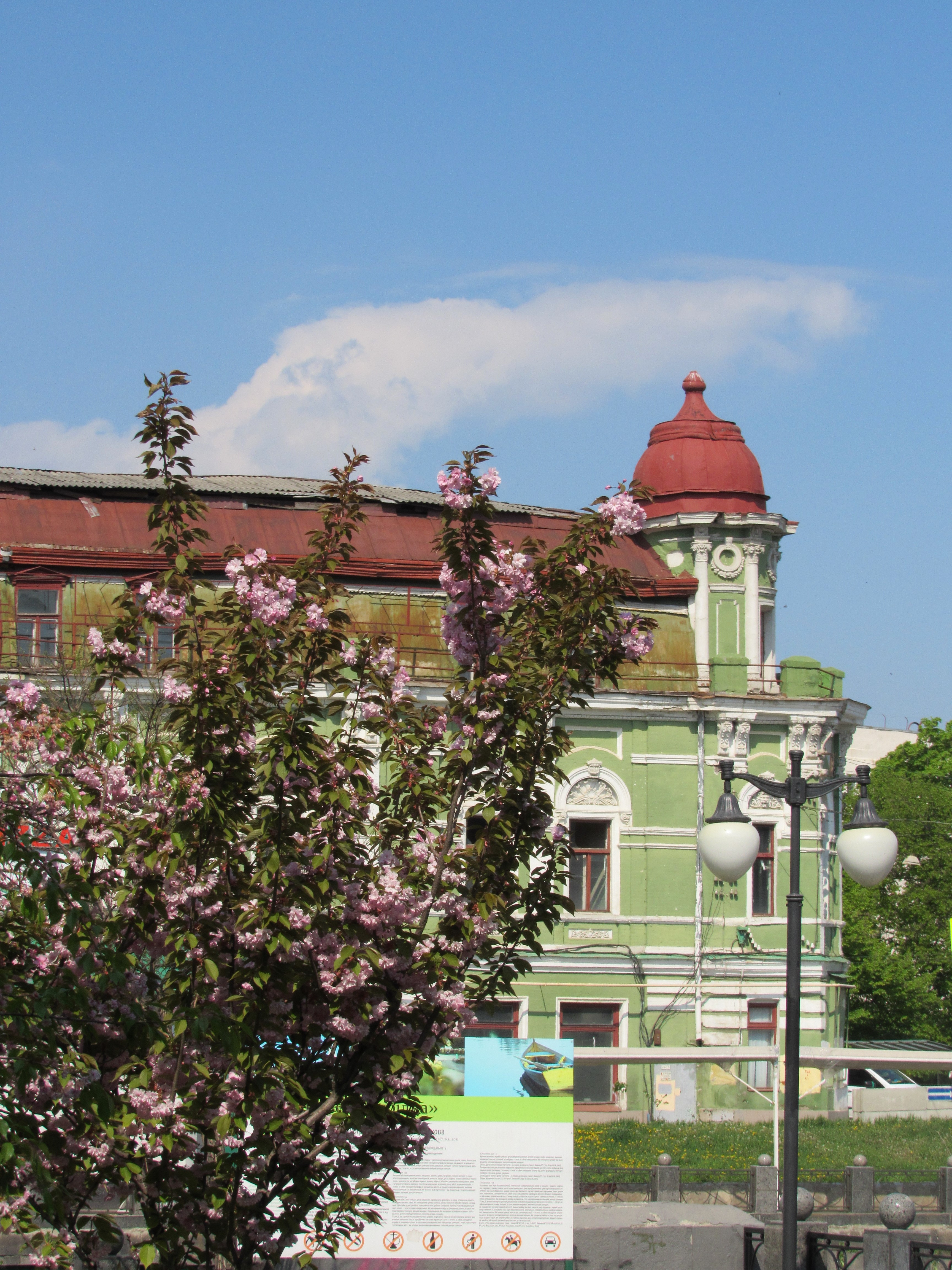
Будинок зі скверу Стрілка
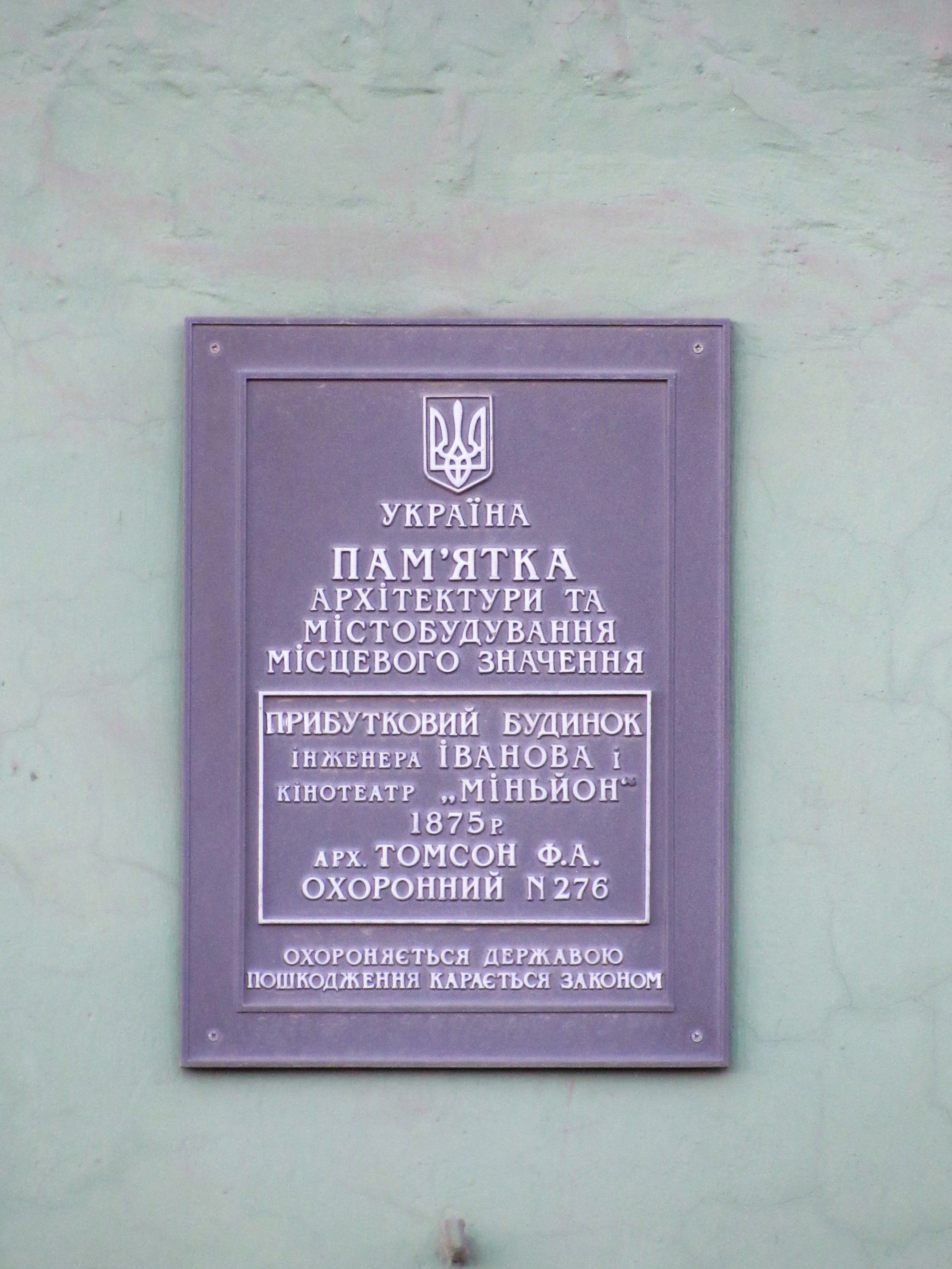
Охоронна табличка
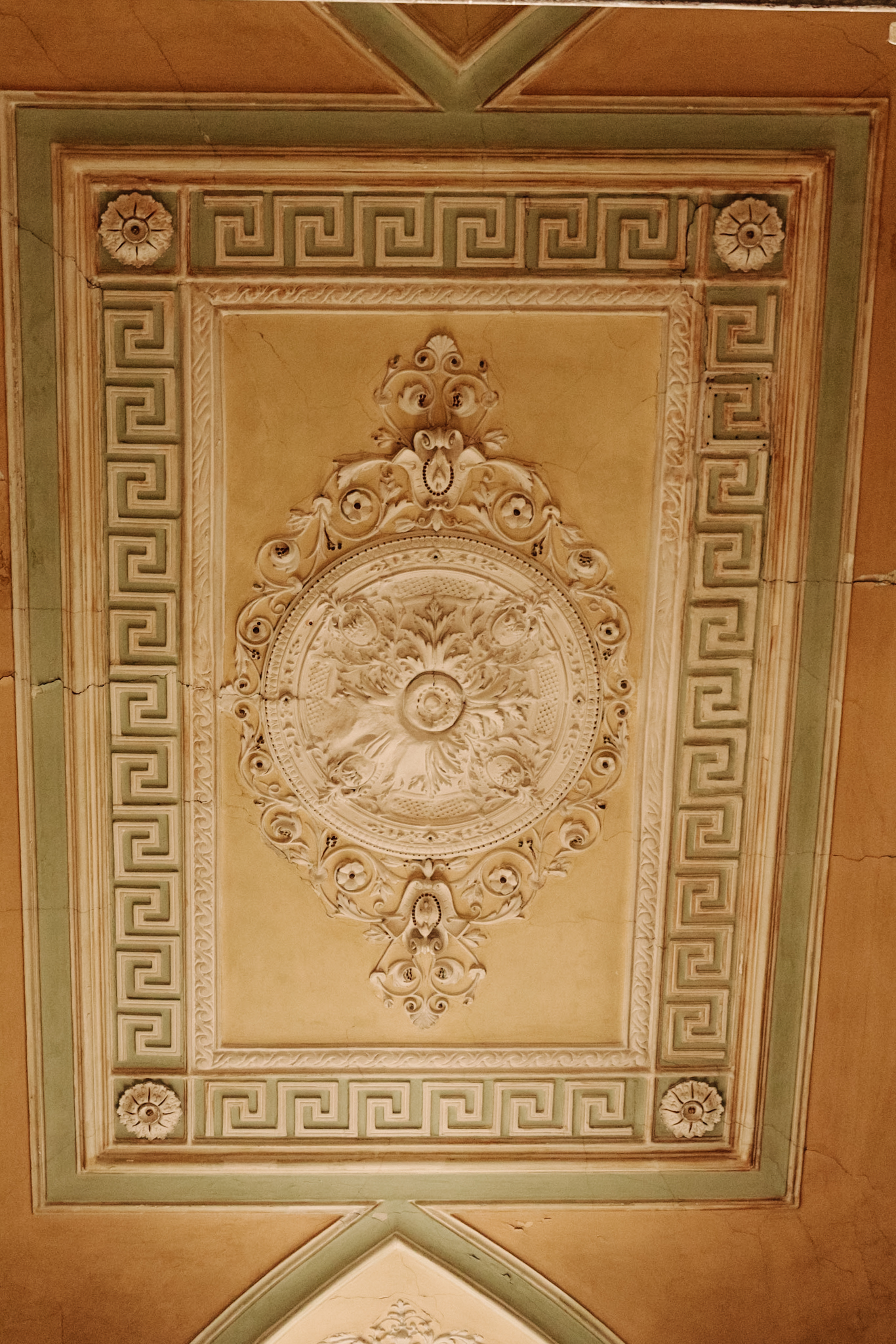
Ліпнина всередині
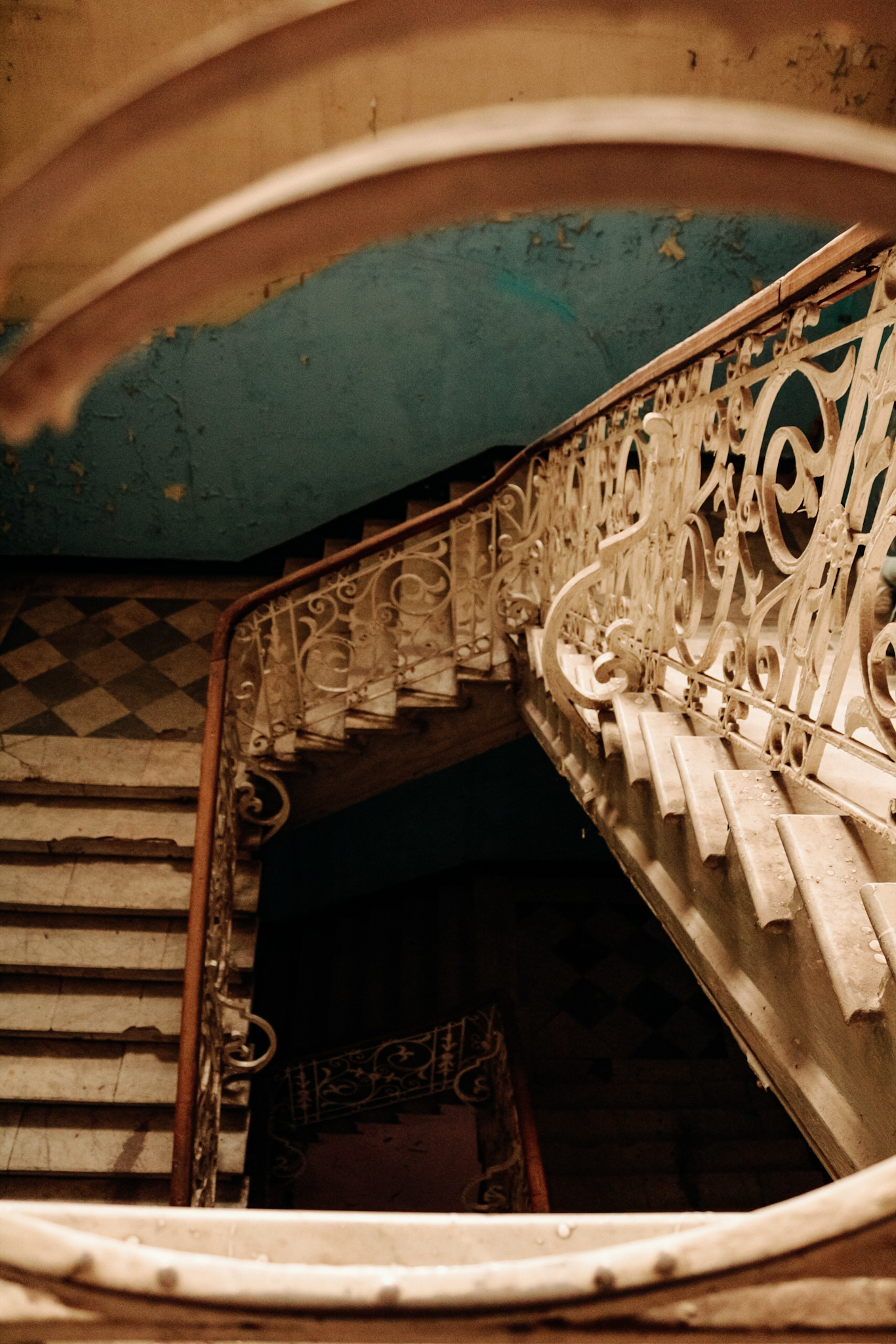
Сходи
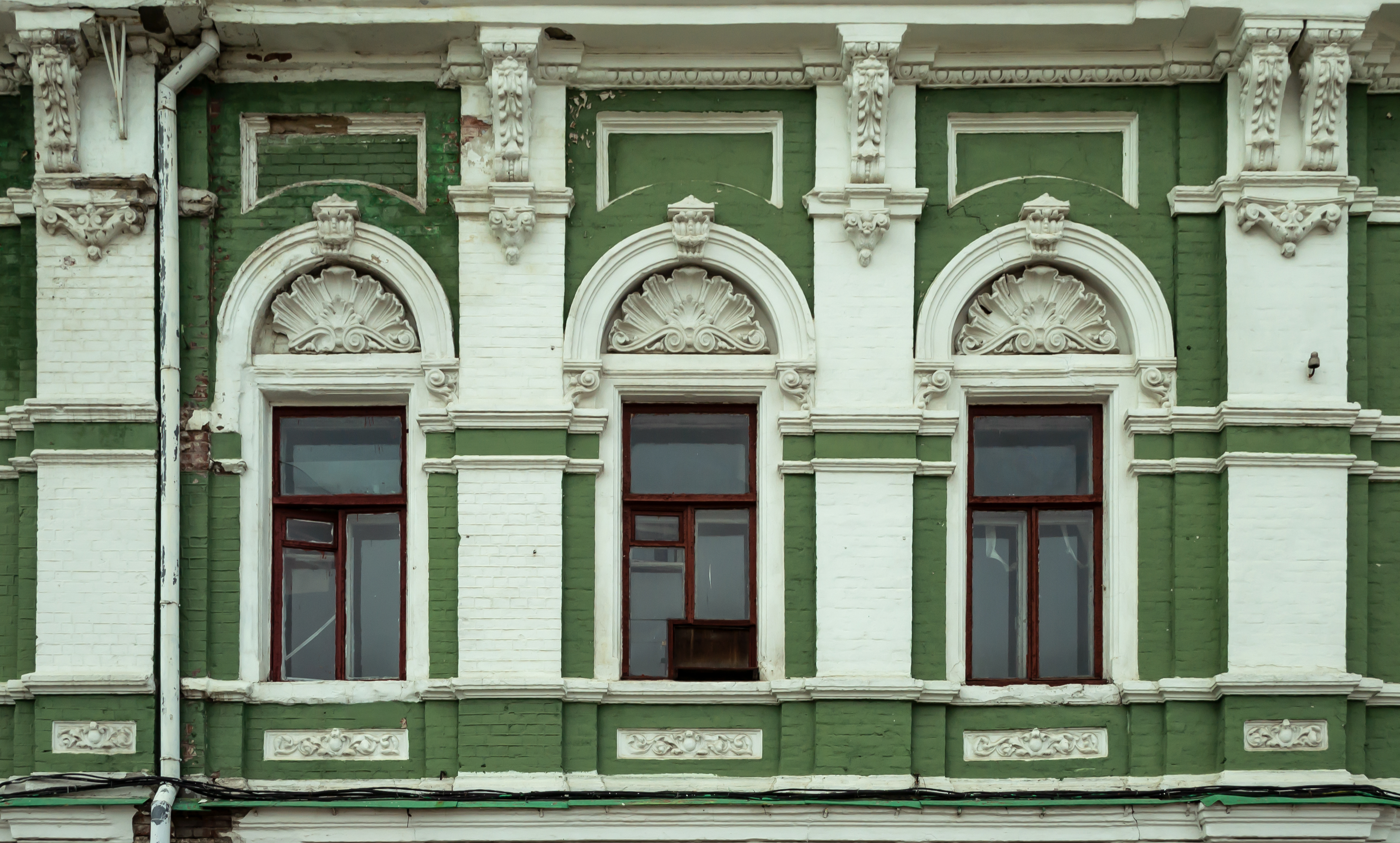
Вікна